# Дятлово
Дятлово (біл. Дзятлава, Зьдзецел) — місто в Гродненській області Білорусі, адміністративний центр Дятловського району.

## Історія
Перша згадка про Дятлово датується 1498 роком, коли «Двор Здзецела» (так тоді називалася ця місцевість) був дарований полководцеві Великого Князівства Литовського К. І. Острозькому за військові заслуги «на вічне користування і з правом заснувати місто». На початку XVI століття тут був побудований дерев'яний замок-фортеця, який впродовж довгого часу мав важливе стратегічне і оборонне значення. У XVII столітті «Здзецел» перейшов у володіння князів Сапіг. Один з них, відомий підканцлер ВКЛ Лев Сапіга, розпорядився в 1645 році побудувати в містечку костел піднесення Діви Марії, який і сьогодні прикрашає місто.
Цікаві факти має біографія міста. У січні 1708 року, під час Північної війни, у Дятлові, де знаходилися головні сили російської армії, тиждень мешкав цар Петро I. Потім російські війська відступили, замок був зайнятий шведами, які знищили його, а містечко розграбували і спалили. Нові господарі Дятлова князі Радзивілли побудували на колишніх попелищах розкішний палац. Останній власник Дятлова маршалок Литовський Станіслав Солтан брав участь в польському повстанні 1830, яке було жорстоко придушено. Палац перейшов у володіння царської казни, а в палаці і господарських спорудах розмістили військових.
Під час Німецько-радянської війни єврейське населення Дятлова було знищене нацистами.

## Спорт
Футбольна команда «Біла Русь», виступає в чемпіонаті Гродненської області по футболу.